# Iravatham Mahadevan
Iravatham Mahadevan (tàmil: ஐராவதம் மகாதேவன்)  (Tiruchirappal·li, 2 d'octubre de 1930 - Chennai, 26 de novembre de 2018) va ser un epigrafista indi conegut per haver aconseguit desxifrar inscripcions del tamil-brahmi i pel seu coneixement de l'epigrafia de la civilització de la vall de l'Indus, és a dir, l'escriptura de l'Indus.

## Biografia
Mahadevan va néixer el 1930 a la Birmània britànica (a l'actual Myanmar), on el seu pare Iravatham exercia com a metge. La seva família pertanyia a la casta de brahmans smarta tamils del districte costaner de Thanyavur (a l'estat de Tamil Nadu). Mahadevan fou educat a la ciutat de Tiruchirapalli. Després de graduar-se en Ciències i Dret, va ingressar al servei administratiu indi.
Mahadevan va desxifrar les antiquíssimes inscripcions de l'idioma tamil-brahmi, i va suggerir temptativament que el brahmi podria provenir de l'escriptura de la civilització de la vall de l'Indus (III mil·lenni aC), en comptes de la hipòtesi més acceptada que deriva de l'arameu.
Va treballar tota la seva vida com a funcionari. El 1970 va utilitzar una beca per armar la primera concordança de segells de Harappa. Gregory Possehl el va considerar «un treballador acurat, metòdic, que es preocupa d'explicar les seves suposicions i mètodes. El seu estil es refereix més a “conclusions provisòries” i “hipòtesis de treball” més que idees concloents i fets consumats».
El 1986 el seu fill Vidia Sagar Mahadevan va morir en un accident. Per perpetuar la seva memòria, el 2003 Mahadevan va vendre un bungalow a la costa de Tiruvanmiur i va establir la fundació Vidyasagar Educational Trust que dona beques a estudiants de mèrit en instituts d'entrenament industrial i politècnic. També es va crear el Vidyasagar Institute of Biomedical Technology and Science, que ofereix graus de mestratge i doctorats.
El govern de l'Índia li va atorgar el premi Padma Shri.